# Hindoeïsme

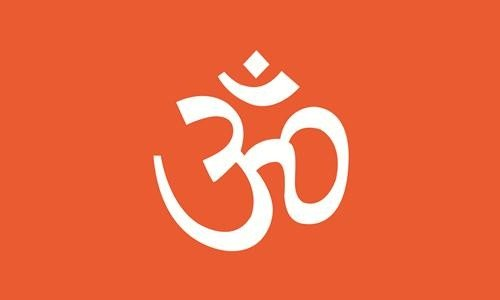
Vlag van het hindoeïsme.

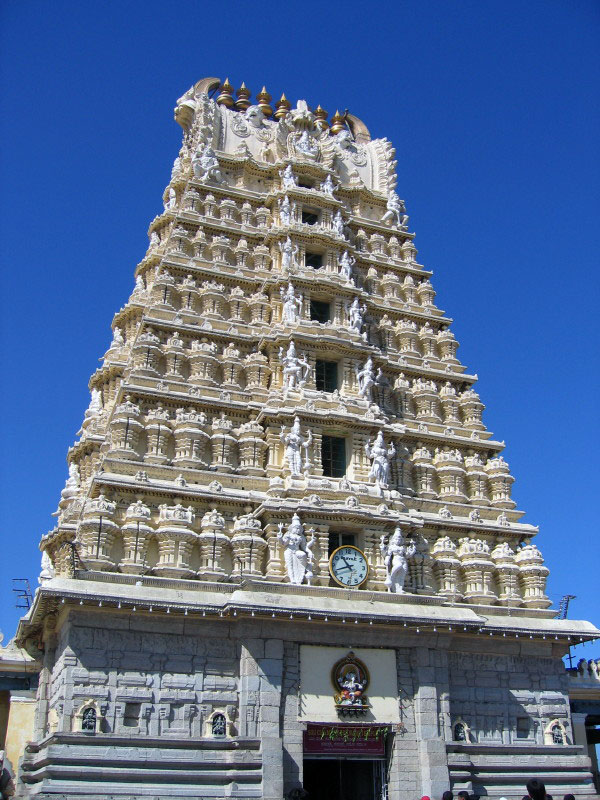
Hindoeïstische tempel in Mysore

Het hindoeïsme is de overheersende inheemse religie gebaseerd op geloof op het Indisch subcontinent. Het hindoeïsme wordt door zijn aanhangers vaak aangeduid als Sanātana Dharma, een Sanskriete term met de betekenis de eeuwige wet die ons ondersteunt en overeind houdt. Een algemene typologie van het hindoeïsme die tracht een verscheidenheid van complexe standpunten te huisvesten, overspant het spectrum van volks- en vedisch hindoeïsme enerzijds tot de bhakti-traditie anderzijds. De vier hoofdstromingen zijn het vaishnavisme, het shaivisme, het shaktisme en het smartisme. Qua praktijken en filosofieën omvat het hindoeïsme een breed scala van wetten en voorschriften van dagelijkse moraal, gebaseerd op de concepten van karma en dharma en op maatschappelijke normen, zoals hindoeïstische huwelijksgebruiken.
Het hindoeïsme is gevormd uit diverse tradities en heeft niet één bepaalde stichter. Een van de wortels is de vedische religie van India uit de ijzertijd – daarom wordt het hindoeïsme vaak de oudst levende wereldreligie genoemd, al verschilt het huidige hindoeïsme aanmerkelijk van het vroegere brahmanisme.
De grote verzameling hindoeïstische teksten wordt ingedeeld in shruti (geopenbaarde) en smriti (herinnerde) teksten. Deze teksten bespreken theologie, filosofie en mythologie en verschaffen informatie over de praktijk van dharma (religieus leven). Van deze teksten worden de Veda's beschouwd als de meest gezaghebbende. Andere belangrijke geschriften zijn de Upanishad, Purana en de heldendichten Mahabharata en Ramayana. De Bhagavad Gita, een verhandeling uit de Mahabharata, is van bijzonder belang.

## Naam
Het hindoeïsme dankt de naam aan de Perzische uitspraak van het volk dat aan de rivier Sindu van de Indusvallei woonde zo'n 3000 tot 4000 jaar geleden. De benaming is afgeleid van het Perzische woord hindoe, dat rivier betekent. Sindu is hindoe geworden doordat de s-klank van het Perzisch van toentertijd werd gearticuleerd als h.
De oude Grieken noemden de Indusvallei Indos. Later, na de verovering door Alexander de Grote, werd het land aan het oosten van de Indusvallei door de Macedoniërs India genoemd en de bevolking Indiërs. Door de historici van Griekse komaf die over Alexander de Grote schreven, werd de Arabische uitspraak gehanteerd, wat al-Hind was voor het volk aan de Sindu. Tijdens de Mogoloverheersing werd het gebied Hindistan en de bevolking Hindi genoemd. In de Sanskriete literatuur zijn er geen verwijzingen die het woord hindoe verklaren, wel Sindu. Hindi en Sanskriet: सिन्धु ; Perzisch: هندو.
Vanaf de 19e eeuw is hindoeïsme de verzamelnaam die wordt gegeven aan alle godsdiensten van Indiase oorsprong die verhalen over de Sanatandharma, de Veda's en andere historische Sanskriete geloofsgeschriften.

## Geschiedenis
Volgens de Indo-Arische migratie-theorie trokken mensen uit Centraal-Azië, Ariërs genoemd, vanaf circa 1500 v.Chr. Noordwest-India binnen. Zij brachten hun eigen vedische religie mee en hun religieuze praktijken vermengden zich met die van de mensen uit de Indusvallei. Zo zouden de Veda's, voor veel hindoes de meest gezaghebbende geschriften, ten dele door hen geschreven zijn buiten India.

## Diversiteit
Al vertonen hun religieuze handelingen grote overeenkomsten, toch is geen enkele omschrijving van het begrip hindoeïsme voor alle hindoes van toepassing. Zo verschilt de plattelandsgodsdienst grondig van de meer filosofisch onderbouwde godsdienstbeoefening. Er zijn verscheidene heilige geschriften die niet nauwkeurig gedateerd kunnen worden en waarbij van meerdere geen auteur bekend is. Er is geen sprake van een enkele hoofdstichter, zoals een profeet. Door de tijd heen zijn Arische en Dravidische elementen versmolten. Het jaïnisme en het boeddhisme worden door hindoes wel beschouwd als stromingen van het hindoeïsme. De Boeddha heeft zelfs de status van negende incarnatie van Vishnoe verworven. Een bij hindoes bekende metafoor is die van het hindoeïsme als stam van een boom, waar alle andere godsdiensten als bladeren aan groeien.

## Concepten
Het hindoeïsme kent de vier purushartha's of vier doelen in het leven: 
- dharma (gerechtigheid)
- artha (welstand)
- kama (plezier)
- moksa (bevrijding)

De eerste drie stammen al uit de vedische religie en stonden bekend als de trivarga.
In de Upanishads werd moksa toegevoegd. De Upanishads betekenden een omwenteling waarmee het belang afnam van de deva's, de vedische goden. Brahman en Atman werden centrale begrippen in het brahmanisme en daarnaast kwam de nadruk vanaf dan te liggen op het lijden en het ontsnappen aan samsara, de cyclus van dood en wedergeboorte die afhankelijk is van karma.

## Gebruiken

### Feesten
Door de veelheid van goden en godinnen en hun verschijningsvormen, de grote regionale verschillen en het feit dat bepaalde feesten alleen binnen bepaalde kasten gevierd worden, is het moeilijk, zo niet onmogelijk, aan te geven wat de belangrijkste feesten zijn. Toch hier enkele voorbeelden:
- Holi-Phagwa, uitbundig voorjaarsfeest, houdt verband met Vishnu.
- Divali of Lichtfeest, wordt wel door alle kasten gevierd op de donkerste nacht van het jaar (nieuwe maan van eind oktober/begin november).
- Nawratam Puja, feest ter ere van de godin Durga. Nawratam betekent negen nachten

Eredienst vindt plaats in tempels of gewoon thuis. De gebruikelijkste manieren van aanbidden zijn het zingen van gebeden of mantra's, het doen van offeringen of het gebruiken van beelden.

### Vegetarisme
Hindoes hebben respect voor alles wat leeft. Veel hindoes zijn vegetariër, omdat ze geen dieren willen doden om te eten, maar ook omdat ze hun geest zuiver (sattvisch) willen houden. Een typisch Indiase maaltijd bestaat uit verschillende kruidige groentegerechten met dahl (peulvruchtensaus) en chapati's (platte volkoren koekenpanbroodjes) of rijst, gegeten uit bananenbladeren of van grote metalen dienbladen. Veel hindoes eten met hun vingers en gebruiken daarvoor alleen hun rechterhand omdat links gebruikt wordt om het achterwerk te reinigen na het toiletbezoek. Ze drinken water, zoete thee of een verkoelende yoghurtdrank die lassi heet en die zoet of zout bereid kan zijn.

### Geneeskunde
Ayurveda is de traditionele hindoegeneeskunst, wat de wetenschap van een lang leven betekent. Ayurveda wordt in India al duizenden jaren uitgeoefend. De ayurvedische geneeskunst die tegenwoordig wordt toegepast, is weinig veranderd sinds die tijd. Ayurvedische artsen zijn vaidya's. Ze geloven dat het menselijk lichaam beheerst wordt door drie basiskrachten: vayu (beweging), pitta (verbranding) en kapha (evenwicht). Een juiste balans van deze trigunas zorgt voor een goede gezondheid. Ziekte zou voortkomen uit een onbalans van de ene guna ten opzichte van de andere. De behandeling richt zich er dan ook op om het evenwicht te herstellen. De juiste balans zou bereikt kunnen worden door onder meer de juiste voeding/voedingssupplementen, yoga/meditatie en reinigingskuren (panchakarma). De zorg voor een gezonde geest is even belangrijk als die voor een gezond lichaam.

#### Heilige planten
Tulsi is een soort kruid. Het is een heilige plant, verbonden met Vishnoe, waarvan gezegd wordt dat deze grote geneeskracht bezit. Veel hindoes zetten tulsistruiken neer in huis om geluk te brengen en besteden veel aandacht aan de zorg voor de plant. Andere heilige planten zijn pipalbomen (vijgenbomen) en ashokabomen. Ashokabladeren worden vaak naast de deur van het huis opgehangen.

#### Natuurlijke geneesmiddelen
De kruiden en specerijen die hierboven en rechts staan afgebeeld worden allemaal in de Ayurvedische geneeskunde gebruikt. Hieronder volgen enkele van hun geneeskrachtige eigenschappen:
- Kardemom – goed voor hart en longen; verlicht de pijn,
- Kaneel – verwijdert gif uit het lichaam; goed voor de spijsvertering,
- Kruidnagel – olie van kruidnagels; verzacht kiespijn en verkoudheden,
- Koriander – goed voor de spijsvertering en goed tegen huidproblemen,
- Knoflook – goed tegen reuma en oorproblemen,
- Gember – goed tegen hoofdpijn, keelpijn en verkoudheid,
- Honing – goed voor de ogen en helpt wonden genezen.

#### Gezonde gewoonten
Hieronder staan Ayurvedische tips voor een gezonder, gelukkiger bestaan.
- Sta voor zonsopkomst op
- Ga regelmatig naar het toilet
- Neem elke dag een bad
- Ontbijt voor acht uur 's ochtends
- Was je handen voor en na het eten
- Poets je tanden na elke maaltijd
- Ga een kwartiertje wandelen na elke maaltijd
- Eet zwijgend en concentreer je op het eten
- Eet langzaam
- Masseer je tandvlees elke dag met je vingers
- Drink veel water
- Ga voor tien uur 's avonds slapen

### Heilige koeien
In India zwerven overal koeien door de straten; een hindoe zal een koe nooit kwaad doen of doden, evenmin zal hij rundvlees eten. Dit vanwege de bijzondere aandacht, die het dier aan haar kalf besteedt. Veel hindoes herkennen ook een vrouwenfiguur (= moederfiguur) in de tekening op de kop van het dier. De betekenis van de heilige koe wordt door veel mensen verkeerd geïnterpreteerd. De heilige koe is mede heilig omdat het de mens voorziet van melk en werkkracht op het platteland. Volgens velen zou zonder de koe de mens geen bestaansrecht hebben gehad in het oude India en had het hindoeïsme zich niet kunnen verspreiden. De koe staat dus centraal in het hindoeïsme en wordt mede om die reden aanbeden. Het is een eerbetoon aan een dier dat door de grote hindoegeleerden wordt aangeduid als de moeder der schepselen.

## Het goddelijke in het hindoeïsme

### Schepper God in het hindoeïsme
De meeste hindoes geloven in de absolute eenheid van een transcendente en immanente God, het oneindige Kosmische Bewustzijn (Parama Purusha), die de schepper is van het universum en waar alle wezens ten innigste mee verbonden zijn. De meeste hindoes geloven ook dat God op bepaalde momenten in de geschiedenis in een menselijke vorm (Ishvara) kan verschijnen. Een deel van de hindoes (vooral vaishnavieten en smartisten) gelooft zelfs dat God in een persoonlijk lichaam kan incarneren (avatarisme). Sommige van die (al of niet mythische) goddelijke persoonlijkheden werden in de loop der tijden geassocieerd met bepaalde deelaspecten van de ene ondeelbare God (Brahman) en werden verwerkt in de mythologieën en spirituele filosofieën van het hindoeïsme.
De meeste hindoes vereren maar één God, zoals de shaivieten (Shiva) en de vaishnavieten (Vishnoe), die geloven dat andere goden doordrongen zijn van die Ene God. De shaktisten geloven dat je via de verering van de Moedergod Devi tot het oneindige aspect van God (Shiva) kunt komen en de smartisten geloven dat diverse goden de verschillende aspecten van de Ene God vertegenwoordigen en dat derhalve iedere god afzonderlijk verering verdient. Ook de smartisten en shaktisten geloven echter dat er maar één absolute, Hoogste God is.
Enkele van de belangrijkste aspecten van God maken deel uit van de hindoeïstische Drie-eenheid: Brahma (God als Schepper), Vishnoe (God als Onderhouder), Shiva (God als Transformerende Entiteit). De meeste hindoes zijn in feite panentheïsten of monistische theïsten.

### Lijst van goden
Een aantal van de bekendste goden zijn:

#### Brahma
Brahma vertegenwoordigt het genererende of scheppende aspect. Het onderhoudende aspect van God wordt vertegenwoordigd door Vishnu en het vernietigende aspect door Maheshvara (Shiva). Hindoegoden en –godinnen worden vaak afgebeeld of gebeeldhouwd met verscheidene hoofden of armen om hun speciale kwaliteiten te laten zien. Zo wil een Brahma met vier gezichten tonen dat Brahma regeert over de vier windrichtingen. Brahma wordt ook afgebeeld met vier armen, waarin hij de heilige boeken, de rozenkrans en de veldfles water van een heilige man vasthoudt. Brahma is de schepper van het heelal en god van de wijsheid. Zijn vrouw Saraswati is de godin van de kunst, muziek en literatuur. Ze staat meestal afgebeeld met een boek en een vina, een soort muziekinstrument, in haar handen.

#### Vishnu

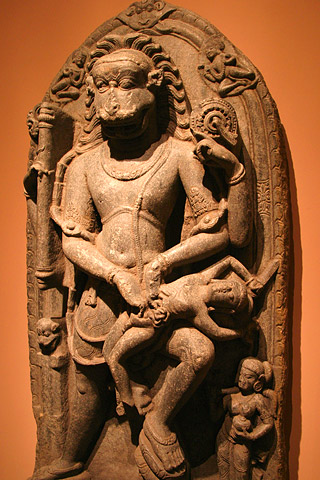
Narasimha

Vishnoe is het onderhoudende (beschermende) aspect van God en doordringt alles in dit universum. Hij wordt verbeeld als rijdend op een adelaar, Garuda, met zijn vrouw Lakshmi, de godin van liefde, schoonheid, geluk en welvaart. Vishnu wordt afgebeeld met vier armen, waarin hij een trompetschelp, een lotusbloem, een discus en een knuppel vasthoudt.
Avatara's: Volgens de hindoes die in avatara's (incarnaties van God) geloven, komt Vishnu tien keer op aarde, in tien vormen of avatara's, om de wereld te redden. Negen avatara's hebben al plaatsgevonden, de tiende moet nog komen:
1. Matsya, de vis die de eerste mens redde.
2. Koerma, de schildpad die hielp bij het mislukken van het maken van een onsterfelijkheidsdrank
3. Varaha, het everzwijn die de aarde uit het water redde.
4. Narasimha, de man-leeuw die Tiran doodde.
5. Vamana, de dwerg die een demon versloeg.
6. Parasurama, de reus en krijger die de machtswellustige Kshatria's versloeg.
7. Rama, de ideale man en koning die Ravanna en diens leger versloeg.
8. Krishna, de blauwe god oftewel de fluitspelende herdersjongen Krishna die Arjoena's wagenmenner en leidsman van de Pandava's was in oorlog tegen de Kaurava's.
9. Boeddha, Boeddha die zelf de weg naar verlossing vond.
10. Kalki, de ruiter op het witte paard, die nog moet komen om een betere en mooiere wereld te stichten.

##### Krishna
Krishna wordt wel de God van de bhakti of devotie genoemd. Maar Hij is tevens de koning die aan de zijde van Arjoena de strijd aanvoerde in de Mahabharata-oorlog. Ook Krishna wordt wel gezien als een grote historische Goeroe die geassocieerd wordt met Yoga. Zijn leringen rond dit thema in de dialogen met Arjoena vonden hun neerslag in de populaire Bhagavad gita (Lied van God), een onderdeel van het Mahabharata-epos. Mahabharata betekent Groot India en de door Krishna geleide campagne was dan ook bedoeld om India te verenigen. Je ziet Krishna vaak uitgebeeld in zijn jongere jaren met zijn magische fluit (als de toegankelijke, zoete Vraja Krishna van Vrindavan zoals in de Srimad Bhagavatam), maar ook wel als de taaie koning (minder toegankelijke) Parthasarathi Krishna op het slagveld in een strijdwagen aan de zijde van Arjoena (zoals in de Mahabharata). De echtgenote van Krishna in de Mahabharata heet Satyabhama (Mahalakshmii). In de Srimad bhagavatam wordt hij geassocieerd met Radha. Krishna is de achtste incarnatie van Vishnu.

##### Rama
Rama is de held van het heldenepos de Ramayana, dat het verhaal vertelt van zijn overwinning op de boosaardige koning Ravana. Rama wordt aanbeden als de ideale mens: dapper, knap, trouw en vriendelijk. Hij is een grote held en een rechtvaardige koning. De apengod Hanoeman, die Rama helpt om Ravana te verslaan en Sita terug te halen, wordt zelf ook als een god vereerd. Rama is de zevende incarnatie van Vishnu.

#### Shiva
Shiva vertegenwoordigt het transmuterende of vernietigende aspect van God. Alles in de schepping bestaat maar tijdelijk en zal vroeg of laat getransmuteerd of vernietigd worden. Shiva wordt vaak afgebeeld met vier armen, een drietand (trishul), een cobra (naga) en als rijdier een stier (Nandi). Op afbeeldingen en als beeld staat Shiva tevens dikwijls dansend afgebeeld. Deze tandavadans wordt wel gezien als de uitbeelding van de energie die door het universum stroomt en die dag en nacht, de seizoenen, geboorte en dood veroorzaakt. Als Shiva danst, vertrapt hij de dwerg van onwetendheid. Ook wordt hij gezien als koning van yoga (Yogeshwar) en wordt dan ook vaak in yogahouding afgebeeld. De verering vindt vaak plaats door een Shiva-linga, een fallus-symbool. Zijn vrouw is Parvati.
In de tantra wordt hij gezien als de eerste grote goeroe in de geschiedenis van de mensheid. De tandava-dans onderwees hij als onderdeel van de spirituele oefeningen aan zijn volgelingen.

##### Ganesha

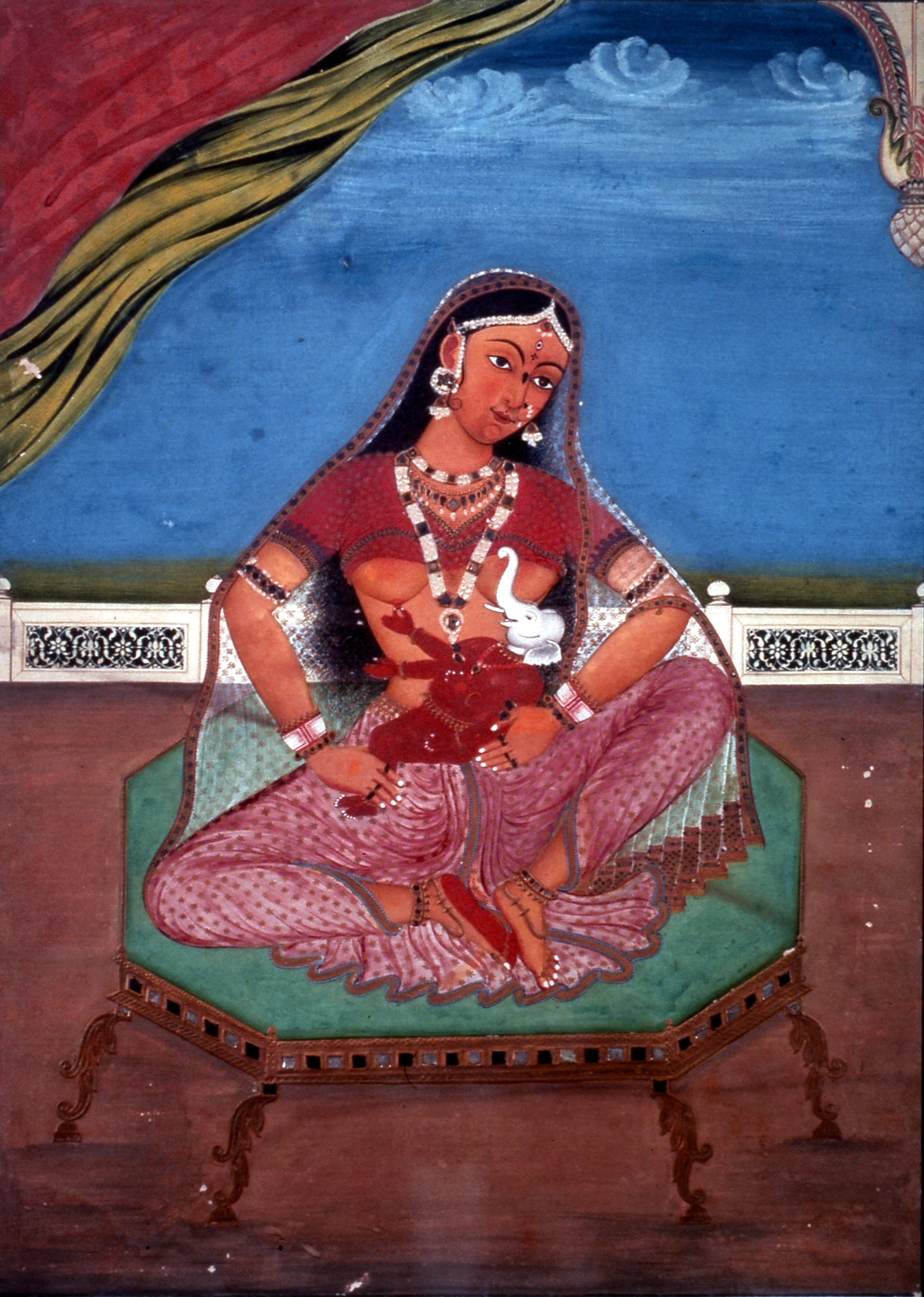
Parvati met Ganesha

Ganesha, de god met het olifantenhoofd, neemt hindernissen weg en is de beschermheilige van reizigers. Hindoes bidden tot Ganesha voor ze aan iets nieuws beginnen, zoals een nieuwe baan of wanneer ze verhuizen. Ganesha wordt wel gezien als de zoon van Shiva en Parvati. Hij rijdt op een muis. Hij werd geboren uit Parvati, zonder dat Parvati dit had verteld aan Shiva, de vader van het kind. Shiva wilde toen Parvati's badkamer betreden waarop Ganesha aan hem meldde dat dit niet mocht. Parvati had hem de opdracht gegeven dat niemand haar badkamer mocht betreden. Er ontstond een discussie, die Shiva enerzijds boos maakte en anderzijds kon hij wel waarderen dat een kind zo trouw is aan zijn moeder. Nadat Shiva boos weg was gegaan, had hij zijn trouwe volgelingen, waaronder Nandi, gestuurd om Ganesha te verwijderen. Zij kwamen echter terug met een pak slaag. Shiva ging ernaartoe en raakte toen in gevecht met Ganesha. Dit gedonder en weerklank tussen deze twee goden ging heer Brahma en Vishnu niet ongemerkt voorbij. Zij kwamen eraan en maanden dat zij ophielden en elkaar vergaven. Dit ging echter niet waarop Shiva Ganesha onthoofdde. Gedurende dit proces riep Ganesha om zijn moeder Parvati. Shiva ging weer naar zijn plek om verder te mediteren. Mata Parvati kwam snel aangerend en zag haar zoon onthoofd. Ze werd hierdoor furieus en vroeg aan heer Brahma en Vishnu wie dit had gedaan. De negen devi's verschenen toen uit haar, waaronder Kali. Zij kreeg de opdracht alles te vernietigen. Immers als haar zoon niet zou leven zou niets het overleven!
Brahma en Vishnu haastten zich naar heer Shiva en vroegen aan hem snel wat te doen. Hierop antwoordde hij dat dit alles het spel (lila) van Shri Maha Ganesha was. En dat Ganesha zelf niet overleden was, maar slechts onbewust. Hij zei tegen Shri Vishnu, als er een dier slaapt met de rug tegen het kind gekeerd, dan moet je het hoofd van het dier meenemen. Shri Vishnu kwam als eerste een olifant tegen. Het rijdier van Indra die uit de hemel was vervloekt omdat hij boos was geworden om de belediging dat hij een 'wild dier' zou zijn.
De olifant vond het een eer om zo het hoofd te worden van Ganesha en Shri Vishnu onthoofdde hem met de Chakra waarop de olifant bevrijd werd van zijn vloek. Het hoofd ging naar Ganesha. Zodoende heeft Ganesha in de lila van Maha Ganesha zijn olifantenhoofd gekregen.

#### Durga
Durga wordt gezien als een van de vormen van Devi (de Godin). Ze belichaamt het centrum van de kracht (Shakti), waarmee het universum is gecreëerd. Ze wordt vaak afgebeeld met veel armen met wapens en rijdend op Dawon, een leeuw. Hiermee zou zij vele demonen verslagen hebben. Deze demonen zijn erop uit geweest om de macht over te nemen die in handen is van de goden die de levensaders vormen van het hindoeïsme en al het leven op aarde wat van hen afkomstig en afhankelijk is. Durga wordt gezien als de kracht die te sterk is voor de demonen en biedt de wereld daarom bescherming tegen het kwaad. Door hindoegeleerden wordt ze daarom ook vaak 'de vuist tegen het kwaad' genoemd.

## Eredienst en tempels

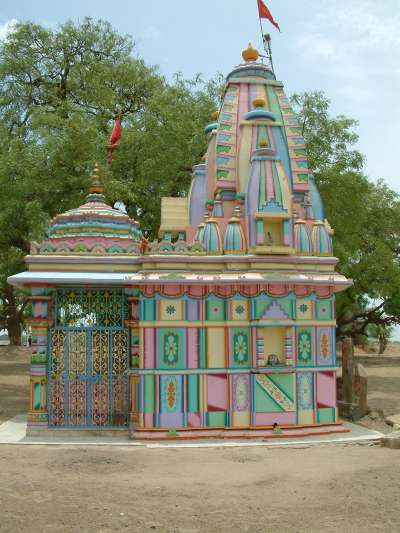
Kleine hindoeïstische tempel

Hindoes houden hun erediensten in mandir of tempels. Overal in India staan tempels en ook in andere plaatsen waar hindoes zich hebben gevestigd zijn tempels gebouwd. Deze tempels zijn meestal opgedragen aan een bepaalde god, godin of heilige man. Ze worden gezien als het aardse huis van de godheid wier aanwezigheid wordt getoond door een afbeelding of een beeld in het binnenste, heiligste deel van het tempelgebouw. Veel hindoes vereren hun goden ook thuis, in een bepaalde kamer of een deel van een kamer. Er bestaan geen vastomlijnde regels voor het eren van de goden. Sommige mensen gaan elke dag naar de tempel; anderen komen alleen op speciale dagen, zoals feestdagen naar de tempel. Weer anderen kennen geen tempels maar gaan regelmatig naar groepsmeditaties in speciale meditatiecentra (jagrti's).

### Tempelbel
Hindoetempels zijn luidruchtige, levendige plaatsen gevuld met geluiden van mensen die bidden, zingen en op zangerige toon voorlezen uit de heilige geschriften. Gelovigen trekken aan de tempelbel als ze de tempel betreden en als ze weer weggaan.

### Nog meer tempels
De enige tempel in India die is gewijd aan Brahma staat in de stad Pushkar in Rajasthan, het westen van India. Bij de ingang staat een gans, Brahma’s persoonlijke dier, waarvan gezegd wordt dat hij deze plek voor de tempel heeft uitgekozen.
Langs de kust bij Mahabalipuram in Zuid-India staat een groep stenen tempels die gebouwd zijn in de 7e eeuw. De stad is nog altijd beroemd om de bedrevenheid van haar beeld- en steenhouwers

## Filosofie
Binnen het hindoeïsme bestaan veel verschillende stromingen. Er zijn hindoes die monotheïstisch zijn, hindoes die polytheïstisch zijn en hindoes die monistisch zijn. De monotheïsten zien elke 'god' als facet van de ene God. De monisten geloven dat God en de ziel één zijn.

### Samkhya en Yoga
- Samkhya: oudste filosofie van Maharshi Kapila vlak voor de komst van Krishna; God is Janya Ishvara, maar Prakrti (Uitvoerend Principe) bestuurt de schepping; Purusha (Bewustzijn) is slechts de katalysator (passief); de vele individuele purusha's zijn geen reflectie van de Kosmische Purusha (dualisme).

### Vedanta
- Vishuddha Advaetavada (non-dualisme) of Uttara Miimamsa Darshana: van Vadarayana Vyasa (lang na Krishna) en later verder ontwikkeld door Shankaracharya met zijn Mayavada (90%): alleen Brahma is werkelijkheid; de schepping (jagat) is vals of illusionair; alle jiiva's (microkosmossen) zijn Brahma; het lijkt of dingen gebeuren, maar in werkelijkheid is dit alles (het spel van) Maya. De Shunyavada (de ultieme werkelijkheid is leegte) van het boeddhisme lijkt hier wel wat op.
- Vishishtadvaetavada (gekwalificeerd non-dualisme): de wereld is niet gelijk aan Maya en Parama Purusha is het centrum van het universum. Mahavishnuvada: Godheid Mahavishnu zit in het centrum van en bestuurt de Kosmos; de jiivas zijn Zijn vonk-uitdrukkingen, als vonken komen zij uit Hem voort, maar de vonken keren niet terug naar hun oorsprong.
- Dvaetavada (dualisme): er zijn jiiva's (microkosmossen) en er is een Hoogste Controlerende Kern (Macrokosmos); jiiva's kunnen alleen door devotie richting Macrokosmos gaan (niet door daden of kennis); hoe dichter bij die Kern, hoe meer de jiiva daar op gaat lijken (radha gaat op Krishna lijken); daden of kennis dienen slechts om de devotie groter te maken, maar de jiiva blijft altijd gescheiden van Parama Purusha (Krishna).
- Dvaetadvaetavada (dualistisch non-dualisme): door sadhana komt de aanvankelijk gescheiden jiiva zo dicht bij Parama Purusha dat hij er in opgaat als suiker in water; de wereld is een relatieve werkelijkheid die niet ontkend kan worden; onduidelijk blijft waar de jiiva's vandaan komen.
- Advaetadvaetadvaetavada (non-dualistisch dualistisch non-dualisme): zelfde als Dvaetadvaetavada maar de jiiva's (individuen) komen nu ook voort uit Parama Purusha (Kosmisch Bewustzijn).

## Geschriften
Er zijn veel verschillende hindoegeschriften. De Veda's hebben het meeste aanzien, maar worden slechts door weinigen gelezen. De epische verhalen, zoals de Ramayana en de Mahabharata, worden veel meer gelezen. De meeste geschriften zijn in de loop der tijd aangepast. De datering is moeilijk en veel data worden nog steeds aangepast. Alle geschriften zijn geschreven in het Sanskriet.

### Veda's
De Veda's zijn de geschriften die de basis vormen voor veel van de religies die tot het hindoeïsme gerekend worden. Een belangrijk onderdeel hiervan zijn de meer dan honderd Upanishads die verschillende onderwerpen behandelen. De eerste Upanishads ontstonden ver voor 1000 v.Chr. maar tot 1500 n.Chr. kwamen er nieuwe bij. Belangrijke onderwerpen zijn de ziel en de relatie daarvan met Brahman.

### Ramayana
De Ramayana vertelt het verhaal van de kroonprins Rama en zijn vrouw Sita. Rama wordt verbannen en dwaalt samen met Sita en zijn broer een tijd rond in het bos. Na de ontvoering van Sita maakt Rama een einde aan het bewind van de slechte koning Ravana. Rama en Sita worden gezien als voorbeeldpersonen.

### Mahabharata
De Mahabharata vertelt het verhaal over de strijd tussen de Pandava's en de Kaurava's. Het staat vol met verhalen over zelfopoffering en het juist handelen. Het is ongeveer 100.000 verzen lang.
Het bekendste boek hierin is de  Bhagavad Gita, een dialoog tussen Krishna en prins Arjoena voor aanvang van een grote strijd. Het gaat vooral over het vinden van God en het juiste handelen, dharma.

### Purana's
De Purana's zijn 'godenverhalen'. Ze bestaan uit verschillende verhalen over Vishnu, Shiva, Ganesha en anderen. De belangrijkste Purana is de Srimad Bhagavatam die over Krishna gaat. De eerste Purana's worden gedateerd op 300 n.Chr.

## Symbolen

Omkar, een heilig hindoeïstisch symbool

Er komen tal van symbolen voor in hindoekunst. Elk symbool heeft een speciale betekenis.
- De swastika is een eeuwenoud universeel symbool met een diep spirituele betekenis van voorspoed en geluk; in India is het een vanzelfsprekend element van het straatbeeld, vooral op tempels en vrachtwagens.
- Om staat voor perfectie (zie het heilige geluid hieronder).
- De lotusbloem is een symbool voor Vishnoe.
- Het Shri-symbool is een teken van welvaart en welzijn.
- Het heilige geluid. Dit is het geluid ‘Ohm’. Hindoes geloven dat het een symbool is van geestelijke volmaaktheid en dat dit geluid aan de vorming van het universum voorafging. Het wordt uitgesproken aan het begin van gebeden, zegeningen, ceremonies en lezingen uit de heilige boeken en wordt ook wel gebruikt tijdens meditatie.
- Voor onbekenden met het hindoeïsme is een opvallend kenmerk de rode stip op het voorhoofd van vrouwen, de bindi. Deze stip symboliseert het derde oog en wordt aangebracht ter bescherming van de vrouw en haar echtgenoot.

## Maatschappij

### Kastenstelsel
De hindoemaatschappij is traditioneel verdeeld in vier kasten of varna's:
- brahmana's, priesters
- kshatriya's, strijders en adel
- vaishya's, handelaren en vaklieden
- sudra's, arbeiders en dienaren

De paria's, onaanraakbaren of dalits, behoren niet tot het kastensysteem en mogen de Veda's niet bestuderen.
In welke varna men geboren wordt, is afhankelijk van karma, het handelen in vorige levens. Zo kan in dit leven de cyclus van samsara of reïncarnatie voor het volgende leven beïnvloed worden.
Dit stamt nog uit het brahmanisme en wordt al genoemd in de Rigveda in mandala 10, hymne 90, Purusha Sukta. In vers 12 wordt daarin beschreven hoe de vier varna's uit Purusa worden geboren. De brahmana's uit zijn mond, de ksatriya's uit zijn armen, de vaisya's uit zijn heupen en de sudra's uit zijn voeten. De authenticiteit hiervan wordt echter betwijfeld en het wordt tegenwoordig als een latere toevoeging beschouwd om het bestaan van de varna's te rechtvaardigen.
Zo eigende de brahmaanse kaste zich het alleenrecht toe op de toegang tot de leer van de Veda's, die zelfs lang na de uitvinding van het schrift alleen mondeling mocht worden overgedragen. Het gaf de brahmaanse kaste een positie van grote macht, omdat ze het monopolie op alle religieuze functies bezat.
Elke varna kent zijn eigen dharma, de varnadharma. Afhankelijk van in welke varna men geboren wordt en in welk geslacht, heeft men daardoor een persoonlijke dharma, de svadharma. Deze staat boven de persoonlijke voorkeuren en ambities bij het bepalen van de sociale rol.
Voor de drie hoogste varna's geldt dat de mannen na de upanayana, een inwijdingsrite, door het leven gaan als tweemaal-geborene of dvija.
De dalits staan onderaan de maatschappelijke ladder en leven permanent gescheiden van hogere kasten. Hoewel het kastensysteem in de twintigste eeuw mede door toedoen van Gandhi officieel is afgeschaft in India, wordt het in de praktijk nog vaak toegepast. Bij hindoestanen in Suriname en in Nederland speelt het kastenstelsel een veel kleinere rol dan bij hindoes in India. Er zijn nieuwe stromingen die het kastenstelsel verwerpen of oudere stromingen die het nooit gekend hebben. De zwakke sociale positie van personen uit de lagere kasten leidt in India vaak tot spanningen en onrust.

### Asrama
Het asrama-systeem bestaat uit vier levensfases: de celibate leerling (brahmacarin), het gezinshoofd (grhastha), de woudkluizenaar (vanaprastha) en de wereldverzaker (samnyasin). Dit systeem was een reactie op de groeiende groep van asceten ten tijde van het ontstaan van de Upanishads die de oude brahmaanse offerreligie verwierpen. Zo bracht het systeem een integrerende structuur waarbij de samenleving in stand werd gehouden door de verschillende levensstijlen te legitimeren.

### Levensfasen

#### De geboorte

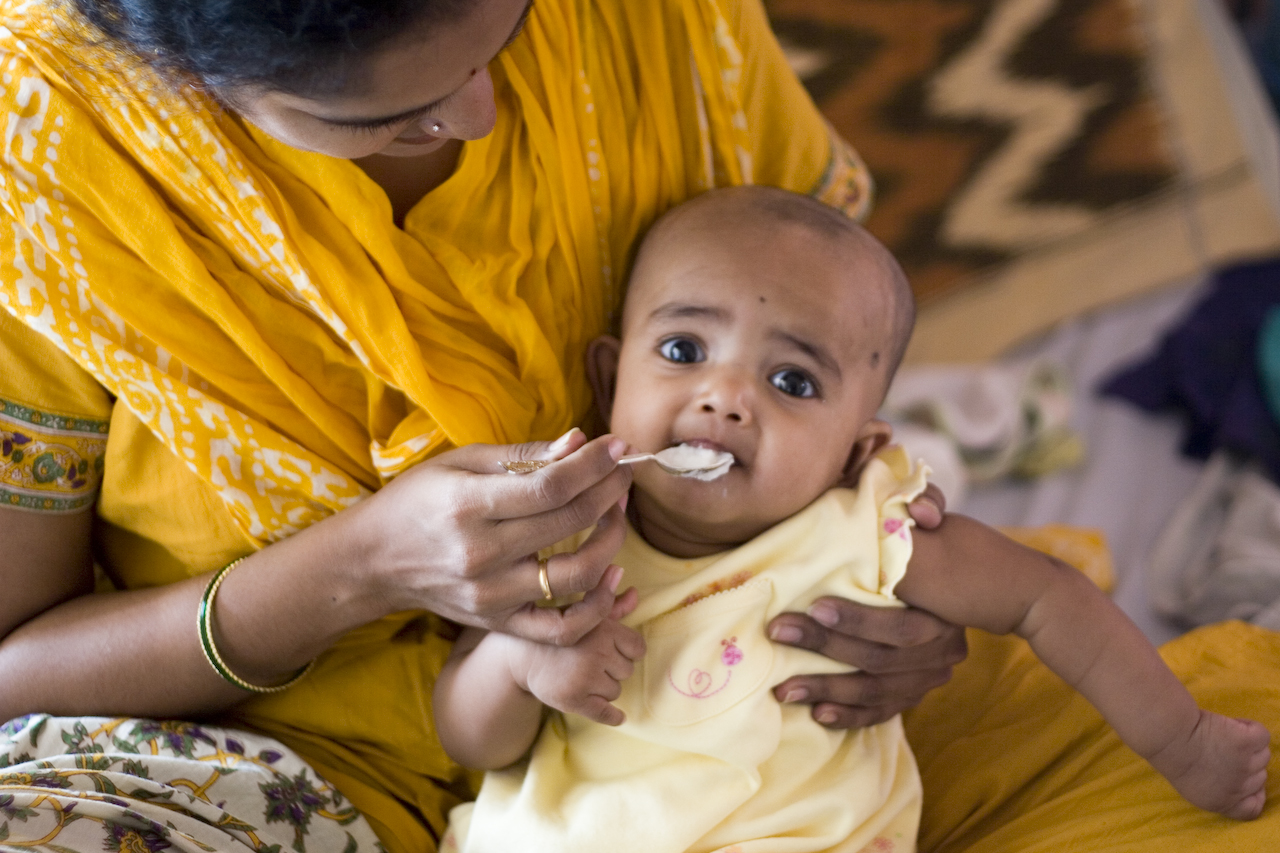
De eerste rijst (het eerste vaste voedsel) met een zilveren lepel

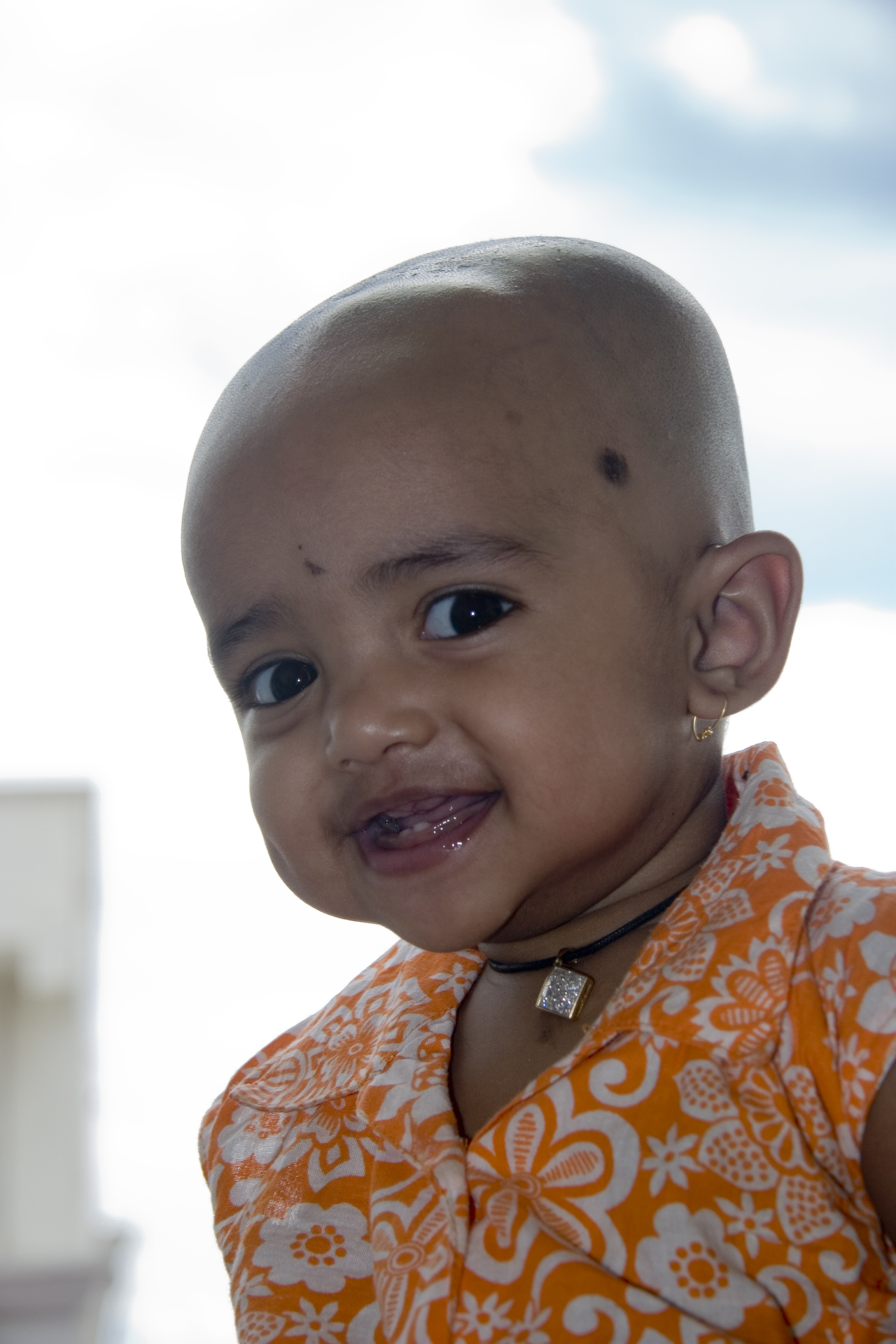
Oorbel en kaalgeschoren hoofd bij een meisje

Het hindoeïsme heeft zestien sanskara's (rituelen) waaraan veel hindoes zich proberen te houden. De gebruiken verschillen per hindoe en hier wordt één bepaalde situatie omschreven.
De ouders moeten voordat ze een kind willen verwekken een priester raadplegen over het tijdstip waarop de bevruchting plaatsvindt. De hindoes geloven namelijk dat het kind dan een zo goed mogelijk karma krijgt.
Tijdens de zwangerschap van de aanstaande moeder dient zij allerlei heilige teksten voor te lezen, zodat de baby door hun gunstige invloed kan worden beschermd. Ook wordt tijdens de achtste maand van de zwangerschap rijst aan Vishnu geofferd zodat de krachten van Vishnu op het ongeboren kind kunnen worden overgedragen.
Tijdens de geboorte moet de vader van het kind de navelstreng doorknippen en vervolgens het kind aannemen.
Als het kind een naam gegeven wordt (dit gebeurt meestal op de tiende of twaalfde dag na de geboorte) moet eerst zeer nauwkeurig het tijdstip van de geboorte worden vastgesteld, zodat de priester kan zeggen welke lettergrepen de naam moet krijgen. De lettergrepen zijn namelijk verbonden met goden en natuurkrachten. Deze natuurkrachten zorgen voor de kracht die het kind later in het leven nodig heeft voor de innerlijke strijd die het als volwassen mens moet voeren.
Tijdens de naamgeving komt de baby voor het eerst buiten. De baby wordt dan gewassen en in nieuwe kleren gestoken. De meeste hindoes brengen dan meestal ook nog een bezoek aan de plaatselijke tempel.
Als het kind een, drie, vijf of zeven maanden oud wordt, wordt bij hem of haar het hoofd kaalgeschoren. Ook wordt het oorlelletje doorboord. In het hindoeïsme wordt op deze manier geuit dat de ziel van het kind rein is en vanaf nul begint met leren.

#### Het huwelijk

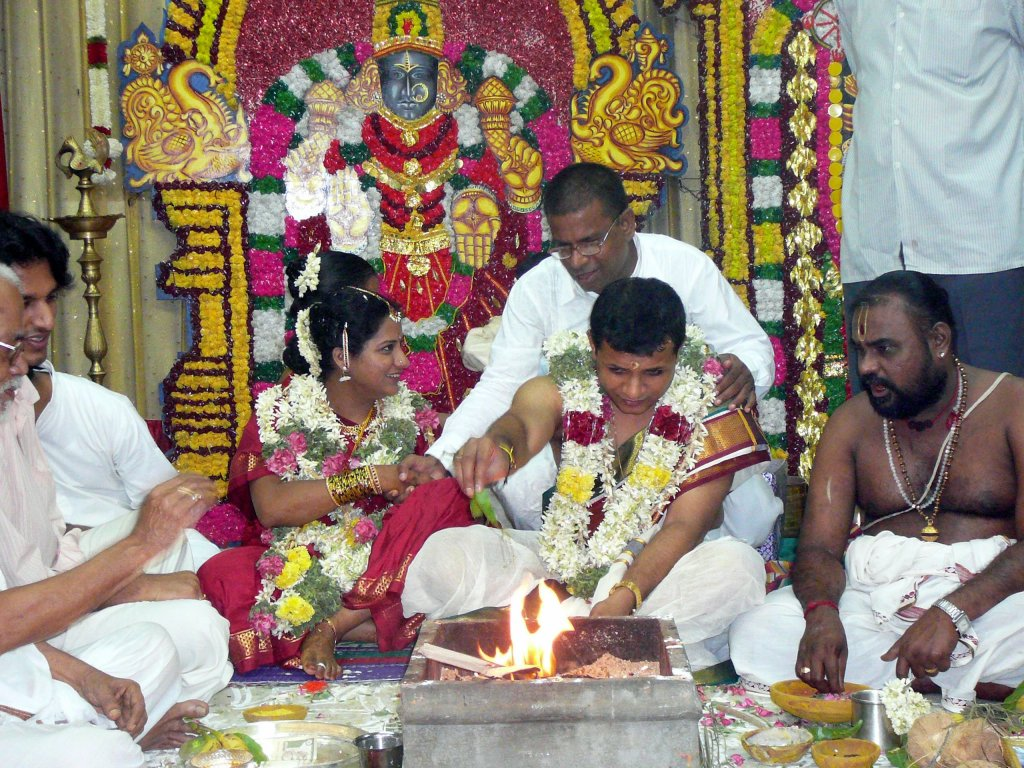
De bruidegom gooit een offer in het vuur tijdens een huwelijksceremonie

Bij hindoes zijn de ouders sterk betrokken bij de zoektocht naar een huwelijkspartner. De ouders van de bruid geven de bruidegom aan het begin van de ceremonie allerlei geschenken, om zo de bruidegom welkom te heten.
Als de liederen ter inzegening zijn begonnen, staat haar vader haar officieel af. Vervolgens worden de rechterhanden vastgebonden aan elkaar en wordt het bruidspaar besprenkeld, om zo de vereniging te versterken.
Nadat ze zeven passen hebben gedaan in noordoostelijke richting (richting van de Poolster), waarbij bij elke pas een gelofte wordt uitgesproken, is het paar officieel in de echt verbonden.
1. De eerste stap is de stap voor voedsel
2. De tweede stap is de stap voor kracht
3. De derde stap is de stap voor voorspoed
4. De vierde stap is de stap voor geluk
5. De vijfde stap is de stap voor kinderen
6. De zesde stap is de stap voor het genieten van genoegens
7. De laatste stap is de stap voor levenslange vriendschap

#### Dood

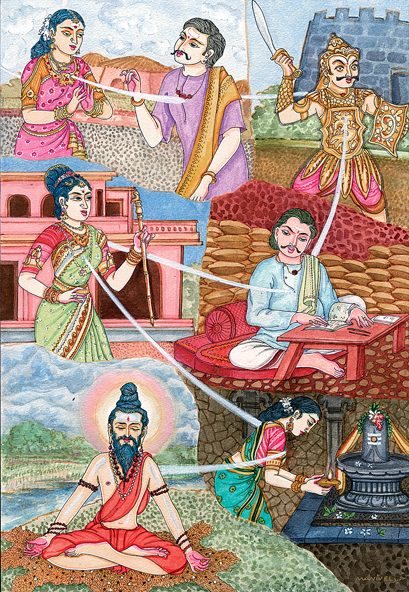
Reïncarnatie

Een van de 16 sanskara's vindt plaats tijdens het overlijden van een persoon. Zoals bij alle gebruiken verschilt dit ook weer per hindoe. Hier wordt weer één bepaalde situatie omschreven. De zoon van de stervende moet dan een druppel van de rivier de Ganges in de mond van de stervende doen (de oudste zoon moet dit doen in het geval van de vader die is overleden, de jongste zoon moet dit doen als de moeder is overleden). Water staat namelijk symbool voor het leven, de vergankelijkheid en de oneindigheid. Als vervolgens ook de anderen de persoon water in de mond hebben gedaan, leest de priester de stervende voor en bidt met hem en zijn familie.
Omdat de hindoes geloven in een vergankelijk lichaam en een onsterfelijke ziel cremeren zij de doden zo snel mogelijk, omdat zij geloven dat de ziel zo snel mogelijk terug moet naar de oerbron. Nadat het lichaam in een doodskleed gewikkeld is, wordt het naar een crematorium gedragen, waar eerst enkele rituelen worden uitgevoerd en waar het dan vervolgens gecremeerd wordt.
Voor de crematie legt de zoon van de overledene kleine stukjes brandend hout in de mond van de overledene waarbij de volgende woorden uitgesproken worden: Dit stuk voedsel wordt aan u opgediend, o overledene. Moge dit u tot genoegen zijn en moge dit uw bevrijding van alle banden inhouden. Tijdens het ontsteken van de brandstapel spreekt men gebeden uit de heilige teksten uit om de ziel vrede te schenken.
Na de crematie worden de as, bloemen en botten verzameld, om deze vervolgens in de rivier de Ganges te verstrooien.

## Verspreiding

### Hindoeïsme in de wereld
Ruim 80% van de bevolking van India wordt gerekend als hindoe. In de rest van de wereld leven nog bijna 55 miljoen hindoes.
Buiten India bevinden zich grote hindoegemeenschappen in Nepal (22 mln.), Bangladesh (16 mln.), Sri Lanka (3 mln.) en Bali (3 mln.). Kleinere hindoegemeenschappen komen voor in het Verenigd Koninkrijk (1 mln.), Noord-Amerika (1 mln.), het Midden-Oosten (725.000), Mauritius (600.000), (Zuid-)Afrika (500.000), Rusland (500.000), Fiji (300.000), Nederland (215.000), Zuidoost-Azië en het Caraïbisch gebied. Nadat Nepal in 2006 tot seculiere staat werd uitgeroepen, heeft geen enkel land ter wereld meer het hindoeïsme als staatsgodsdienst.

### Hindoeïsme in Nederland

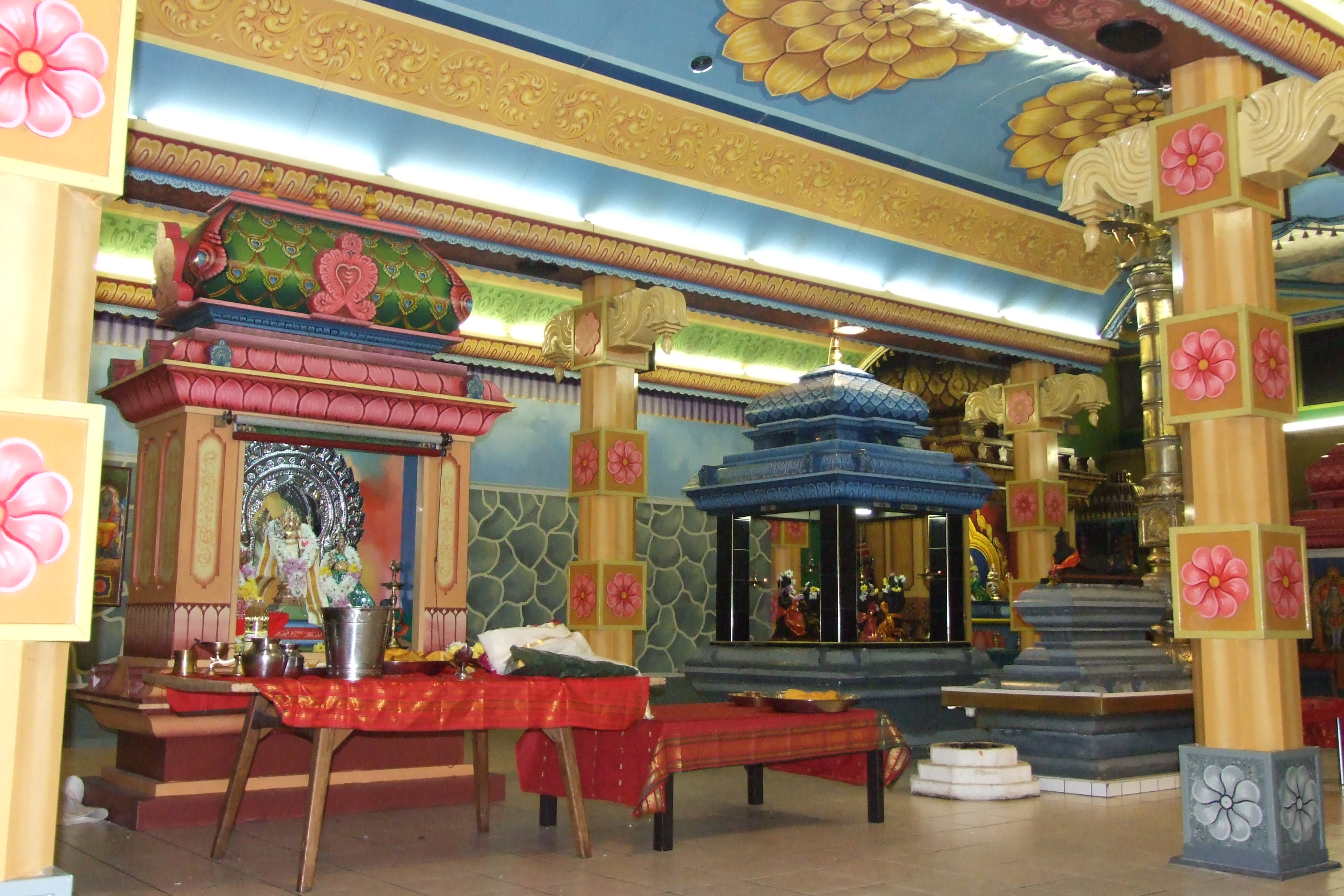
Murugan Tempel, Roermond

De hindoeïstische gemeenschap in Nederland bestaat uit ca. 150.000 - 200.000 personen en is minder gevarieerd dan die in India. De grootste groep hindoes in Nederland wordt gevormd door de hindoestaanse Surinamers van wie de voorouders uit India komen. De Hindoestanen kunnen weer onderverdeeld worden in twee stromingen: Sanatan Dharm (75%) en Arya Samaj (25%). Daarnaast zijn er ongeveer 10.000 Tamil hindoes en verder zijn er rond 3000 autochtone Nederlandse hindoes. Sinds vijf jaar zijn er ongeveer 50.000 kenniswerkers uit India naar Nederland gekomen. Van hen is waarschijnlijk 80% hindoe. Er zijn in Nederland 44 hindoetempels. Zes daarvan zijn nieuwbouwtempels. De oudste is de Radha Krishna Mandir aan de Saaftingestraat in Amsterdam, die in maart 2000 werd geopend.
De taal Sarnami Hindoestani is de moedertaal van circa 500.000 mensen die in de 18e en 19e eeuw van Brits-Indië naar Britse kolonies en andere landen in het Caraïbische gebied werden verplaatst.